# Psilaxis clertoni
Psilaxis clertoni is een slakkensoort uit de familie van de Architectonicidae. De wetenschappelijke naam van de soort is voor het eerst geldig gepubliceerd in 2011 door Tenório, Barros, Francisco & Silva.